# Пісняр бурий
Пісняр бурий (Limnothlypis swainsonii) — вид горобцеподібних птахів родини піснярових (Parulidae). Поширений у Північній Америці. Названий на честь британського зоолога Вільяма Джона Свенсона (1789—1855).

## Поширення
Мешкає в затоплених болотах і очеретяних берегах південного сходу США. Рідше трапляється в заростях рододендронів на півдні Аппалачських гір. На зимівлю частина популяції мігрує на південний схід до Великих Антильських островів (Куба, Ямайка та прилеглі острови), а інша — на південний захід до півострова Юкатан.

## Опис
Це птах довжиною від 14 до 15 см у дорослому стані та вагою 15 грамів. На відміну від більшості парулід, у виду немає статевого диморфізму або відмінностей в оперенні. Оперення верхньої частини темно-оливково-буре. Черевні частини білуваті, з деякими жовтуватими відтінками, особливо на горлі та верхній частині грудей. Надбрівна смуга жовтувата, контрастує з коричневим вінцем.